# 系统调用

系统调用（system calls）, Linux内核, GNU C函式庫（glibc）.

在電腦中，系统调用，指運行在使用者空間的程序向操作系统内核請求需要更高權限運行的服務。这些服务可能包含访问文件系统、创建和销毁进程、进程间通信和内存分配。系统调用在进程和作系统之间提供了一个重要的接口。系统调用提供用戶程序與操作系统之間的接口。大多數系統交互式操作需求在內核態執行。如设备IO操作或者进程间通信。

## 用户空间（用户态）和内核空间（内核态）
操作系统的进程空间可分为用户空间和内核空间，它们需要不同的执行权限。其中系统调用运行在内核空间。

## 库函数
系统调用和普通库函数调用非常相似，只是系统调用由操作系统内核提供，运行于内核核心态，而普通的库函数调用由函数库或用户自己提供，运行于用户态。

## 典型实现（Linux）
Linux 在x86上的系统调用通过 int 80h 实现，用系统调用号来区分入口函数。操作系统实现系统调用的基本过程是： 
1. 应用程序调用库函数（API）；
2. API 将系统调用号存入 EAX，然后通过中断调用使系统进入内核态；
3. 内核中的中断处理函数根据系统调用号，调用对应的内核函数（系统调用）；
4. 系统调用完成相应功能，将返回值存入 EAX，返回到中断处理函数；
5. 中断处理函数返回到 API 中；
6. API 将 EAX 返回给应用程序。

应用程序调用系统调用的过程是：
1. 把系统调用的编号存入 EAX；
2. 把函数参数存入其它通用寄存器；
3. 触发 0x80 号中断（int 0x80）。